# Украинский стилистический словарь
«Украинский стилистический словарь: подручная книга для изучения литературного языка» — украинский стилистический словарь Ивана Огиенко, изданный во львовской типографии НОШ в 1924 году.
Цель словаря автор указывает в самом предисловии к книге: «Для практического изучения литературного украинского языка, помимо кратких грамматических сведений, мы почти ничего не имеем, так давно я уже желал заполнить этот заметный пробел и составить для обихода наших граждан подручный Украинский Стилистический Словарь…»
В словаре указывается правильное использование украинских слов, Особое внимание уделяется изучению культурологических и правописно-нормативных традиций, антропонимии и топонимии. Словарь охватывает древний украинский язык, современный автору живой «народный» язык, украинский литературный язык по произведениям писателей и ежедневной прессе, славянские языки.